# Natação nos Jogos Europeus de 2015
As competições de natação nos Jogos Europeus de 2015 foram disputadas no Centro Aquático de Baku, em Baku entre 23 e 27 de junho. Foram disputados 42 eventos nas modalidades livre, costas, peito, borboleta e medley. 

## Calendário
| Junho   | 12 | 13 | 14 | 15 | 16 | 17 | 18 | 19 | 20 | 21 | 22 | 23 | 24 | 25 | 26 | 27 | 28 |
| ------- | -- | -- | -- | -- | -- | -- | -- | -- | -- | -- | -- | -- | -- | -- | -- | -- | -- |
| Natação |    |    |    |    |    |    |    |    |    |    |    | 7  | 8  | 9  | 7  | 11 |    |

|  | Dia de competição |  | Dia de final |

## Qualificação
Após o Campeonato Europeu Júnior de Natação de 2014, a LEN definiu as cotas por COC e disciplina com base em uma classificação média por COC dos três últimos Campeonato Europeu Júnior de Natação.

## Medalhistas
Masculino
| Evento                        | Ouro | Ouro        | Prata | Prata    | Bronze | Bronze   |
| ----------------------------- | --- | ----------- | --- | -------- | --- | -------- |
| 50 metros livre detalhes      | Ziv Kalontorov ISR Israel                                                                                              | 22.16       | Giovanni Izzo ITA Itália                                                                                        | 22.51    | Aleksei Brianskii RUS Rússia                                                                                             | 22.69    |
| 100 metros livre detalhes     | Duncan Scott GBR Grã-Bretanha                                                                                          | 49.43       | Alessandro Miressi ITA Itália                                                                                   | 50.03    | Vladislav Kozlov RUS Rússia                                                                                              | 50.11    |
| 200 metros livre detalhes     | Duncan Scott GBR Grã-Bretanha                                                                                          | 1:48.55     | Cameron Kurle GBR Grã-Bretanha                                                                                  | 1:48.92  | Elisei Stepanov RUS Rússia                                                                                               | 1:49.64  |
| 400 metros livre detalhes     | Paul Hentschel GER Alemanha                                                                                            | 3:52.43     | Dimitrios Dimitriou GRE Grécia                                                                                  | 3:52.57  | Ernest Maksumov RUS Rússia                                                                                               | 3:52.65  |
| 800 metros livre detalhes     | Nicolas D'Oriano FRA França                                                                                            | 7:59.87     | Marcos Rodríguez Mesa ESP Espanha                                                                               | 8:01.73  | Henning Muehlleitner GER Alemanha                                                                                        | 8:04.33  |
| 1500 metros livre detalhes    | Nicolas D'Oriano FRA França                                                                                            | 15:13.31    | Ernest Maksumov RUS Rússia                                                                                      | 15:13.90 | Marc Hinawi ISR Israel                                                                                                   | 15:25.63 |
|                               | |             | |          | |          |
| 50 metros costas detalhes     | Filipp Shopin RUS Rússia                                                                                               | 25.40       | Marek Ulrich GER Alemanha                                                                                       | 25.44    | Andrii Khloptsov UKR Ucrânia                                                                                             | 25.71    |
| 100 metros costas detalhes    | Luke Greenbank GBR Grã-Bretanha                                                                                        | 54.76       | Filipp Shopin RUS Rússia                                                                                        | 54.81    | Marek Ulrich GER Alemanha                                                                                                | 55.35    |
| 200 metros costas detalhes    | Luke Greenbank GBR Grã-Bretanha                                                                                        | 1:56.89 WJR | Mikita Tsmyh BLR Bielorrússia                                                                                   | 1:59.46  | Roman Larin RUS Rússia                                                                                                   | 1:59.60  |
|                               | |             | |          | |          |
| 50 metros peito detalhes      | Andrius Šidlauskas LTU Lituânia                                                                                        | 27.81       | Nikola Obrovac CRO Croácia                                                                                      | 27.89    | Tobias Bjerg DEN Dinamarca                                                                                               | 28.04    |
| 100 metros peito detalhes     | Anton Chupkov RUS Rússia                                                                                               | 1:00.65 WJR | Andrius Šidlauskas LTU Lituânia                                                                                 | 1:01.42  | Charlie Attwood GBR Grã-Bretanha                                                                                         | 1:01.71  |
| 200 metros peito detalhes     | Anton Chupkov RUS Rússia                                                                                               | 2:10.85     | Kirill Mordashev RUS Rússia                                                                                     | 2:12.94  | Luke Davies GBR Grã-Bretanha                                                                                             | 2:13.45  |
|                               | |             | |          | |          |
| 50 metros borboleta detalhes  | Andrii Khloptsov UKR Ucrânia                                                                                           | 23.92       | Pawel Sendyk POL Polônia                                                                                        | 23.97    | Daniil Pakhomov RUS Rússia                                                                                               | 24.02    |
| 100 metros borboleta detalhes | Daniil Pakhomov RUS Rússia                                                                                             | 52.72       | Alberto Lozano Mateos ESP Espanha                                                                               | 52.78    | Daniil Antipov RUS Rússia                                                                                                | 53.36    |
| 200 metros borboleta detalhes | Daniil Pakhomov RUS Rússia                                                                                             | 1:57.04     | Giacomo Carini ITA Itália                                                                                       | 1:57.46  | Matthias Marsau FRA França                                                                                               | 1:58.96  |
|                               | |             | |          | |          |
| 200 metros medley detalhes    | Steffan Sebastian AUT Áustria                                                                                          | 2:01.39     | Jarvis Parkinson GBR Grã-Bretanha                                                                               | 2:01.94  | Martyn Walton GBR Grã-Bretanha                                                                                           | 2:02.24  |
| 400 metros medley detalhes    | Nikolay Sokolov RUS Rússia                                                                                             | 4:19.44     | Igor Balyberdin RUS Rússia                                                                                      | 4:20.80  | Karol Zbutowicz POL Polônia                                                                                              | 4:22.22  |
|                               | |             | |          | |          |
| 4x100 metros livre detalhes   | GBR Grã-Bretanha Duncan Scott (49.46) Martyn Walton (49.43) Daniel Speers (50.68) Cameron Kurle (49.81)                | 3:19.38     | ITA Itália Alessandro Miressi (50.09) Giovanni Izzo (50.34) Ivano Vendrame (50.21) Alessandro Bori (49.55)      | 3:20.19  | RUS Rússia Vladislav Kozlov (50.44) Aleksei Brianskii (50.09) Elisei Stepanov (49.76) Igor Shadrin (49.93)               | 3:20.22  |
| 4x200 metros livre detalhes   | RUS Rússia Aleksandr Prokofev (1:50.29) Nikolay Snegirev (1:48.89) Ernest Maksumov (1:48.96) Elisei Stepanov (1:47.94) | 7:16.08     | GBR Grã-Bretanha Duncan Scott (1:49.89) Martyn Walton (1:50.42) Kyle Chisholm (1:50.02) Cameron Kurle (1:49.03) | 7:19.36  | GER Alemanha Paul Hentschel (1:49.78) Henning Muehlleitner (1:50.77) Konstantin Walter (1:50.39) Moritz Brandt (1:49.83) | 7:20.77  |
| 4x100 metros medley detalhes  | RUS Rússia Filipp Shopin (55.47) Anton Chupkov (1:00.27) Daniil Pakhomov (51.55) Vladislav Kozlov (49.09)              | 3:36.38 WJR | GBR Grã-Bretanha Luke Greenbank (54.64) Charlie Attwood (1:01.36) Duncan Scott (52.79) Martyn Walton (50.22)    | 3:39.01  | POL Polônia Jakub Skierka (55.85) Jacek Arentewicz (1:01.22) Michał Chudy (52.86) Paweł Sendyk (49.38)                   | 3:39.31  |

Feminino
| Evento                        | Ouro | Ouro        | Prata | Prata    | Bronze | Bronze   |
| ----------------------------- | --- | ----------- | --- | -------- | --- | -------- |
| 50 metros livre detalhes      | Mariia Kameneva RUS Rússia | 25.23       | Marrit Steenbergen NED Países Baixos                                                                                               | 25.27    | Julie Kepp Jensen DEN Dinamarca                                                                                        | 25.41    |
| 100 metros livre detalhes     | Marrit Steenbergen NED Países Baixos                                                                                              | 53.97       | Arina Openysheva RUS Rússia | 54.45    | Mariia Kameneva RUS Rússia                                                                                             | 55.19    |
| 200 metros livre detalhes     | Arina Openysheva RUS Rússia | 1:58.22     | Marrit Steenbergen NED Países Baixos                                                                                               | 1:58.99  | Leonie Kullmann GER Alemanha                                                                                           | 1:59.77  |
| 400 metros livre detalhes     | Arina Openysheva RUS Rússia | 4:08.91     | Leonie Kullmann GER Alemanha | 4:12.16  | Anastasiia Kirpichnikova RUS Rússia                                                                                    | 4:13.13  |
| 800 metros livre detalhes     | Holly Hibbott GBR Grã-Bretanha | 8:39.02     | Anastasiia Kirpichnikova RUS Rússia                                                                                                | 8:39.73  | Marina Castro Atalaya ESP Espanha                                                                                      | 8:45.51  |
| 1500 metros livre detalhes    | Sveva Schiazzano ITA Itália | 16:40.17    | Janka Juhász HUN Hungria | 16:40.39 | Marina Castro Atalaya ESP Espanha                                                                                      | 16:46.16 |
|                               | |             | |          | |          |
| 50 metros costas detalhes     | Caroline Pilhatsch AUT Áustria | 28.60       | Pauline Mahieu FRA França | 28.70    | Mariia Kameneva RUS Rússia                                                                                             | 28.77    |
| 100 metros costas detalhes    | Polina Egorova RUS Rússia | 1:01.19     | Mariia Kameneva RUS Rússia | 1:01.23  | Pauline Mahieu FRA França                                                                                              | 1:01.34  |
| 200 metros costas detalhes    | Polina Egorova RUS Rússia | 2:11.23     | Maxime Wolters GER Alemanha | 2:11.38  | Maryna Kolesynkova UKR Ucrânia                                                                                         | 2:11.91  |
|                               | |             | |          | |          |
| 50 metros peito detalhes      | Maria Astashkina RUS Rússia | 31.58       | Laura Kelsch GER Alemanha | 31.87    | Nolwenn Herve FRA França                                                                                               | 32.08    |
| 100 metros peito detalhes     | Maria Astashkina RUS Rússia | 1:07.71     | Giuila Verona ITA Itália | 1:08.61  | Daria Chikunova RUS Rússia                                                                                             | 1:09.02  |
| 200 metros peito detalhes     | Maria Astashkina RUS Rússia | 2:23.06 WJR | Giuila Verona ITA Itália | 2:25.91  | Layla Black GBR Grã-Bretanha                                                                                           | 2:27.61  |
|                               | |             | |          | |          |
| 50 metros borboleta detalhes  | Polina Egorova RUS Rússia | 26.82       | Caroline Pilhatsch AUT Áustria | 27.18    | Julie Kepp Jensen DEN Dinamarca                                                                                        | 27.19    |
| 100 metros borboleta detalhes | Polina Egorova RUS Rússia | 59.36       | Amelia Clynes GBR Grã-Bretanha | 1:00.22  | Ilketra Varvara Lebl GRE Grécia Laura Stephens GBR Grã-Bretanha                                                        | 1:00.54  |
| 200 metros borboleta detalhes | Julia Mrozinski GER Alemanha | 2:11.19     | Elisa Scrapa Vidal ITA Itália | 2:12.27  | Boglarka Bonecz HUN Hungria                                                                                            | 2:12.42  |
|                               | |             | |          | |          |
| 200 metros medley detalhes    | Maxime Wolters GER Alemanha | 2:13.37     | Ilaria Cusinato ITA Itália | 2:13.78  | Abbie Wood GBR Grã-Bretanha                                                                                            | 2:14.49  |
| 400 metros medley detalhes    | Abbie Wood GBR Grã-Bretanha | 4:41.97     | Ilaria Cusinato ITA Itália | 4:44.01  | Anja Crevar SRB Sérvia                                                                                                 | 4:45.84  |
|                               | |             | |          | |          |
| 4x100 metros livre detalhes   | RUS Rússia Arina Openysheva (55.06) Vasilissa Buinaia (56.75) Olesia Cherniatina (56.88) Mariia Kameneva (54.94)                  | 3:43.63     | NED Países Baixos Pien Schravesande (57.64) Frederique Janssen (56.87) Laura van Engelen (56.59) Marrit Steenbergen (53.00)        | 3:44.10  | GBR Grã-Bretanha Darcy Deakin (56.75) Madeleine Crompton (56.93) Hannah Featherstone (56.56) Georgia Coates (55.56)    | 3:45.80  |
| 4x200 metros livre detalhes   | RUS Rússia Anastasiia Kirpichnikova (2:01.54) Arina Openysheva (1:58.04) Olesia Cherniatina (2:02.82) Irina Krivonogova (2:01.05) | 8:03.45     | NED Países Baixos Laura van Engelen (2:01.39) Frederique Janssen (2:03.27) Marieke Tienstra (2:01.95) Marrit Steenbergen (1:58.04) | 8:04.65  | GBR Grã-Bretanha Hannah Featherstone (2:02.85) Darcy Deakin (2:01.76) Holly Hibbott (2:00.34) Georgia Coates (1:59.89) | 8:04.84  |
| 4x100 metros medley detalhes  | RUS Rússia Mariia Kameneva (1:01.39) Maria Astashkina (1:07.61) Polina Egorova (59.64) Arina Openysheva (54.58)                   | 4:03.22 WJR | NED Países Baixos Iris Tjonk (1:02.82) Tes Schouten (1:10.79) Josein Wijkhuis (1:01.35) Marrit Steenbergen (53.03)                 | 4:07.99  | GBR Grã-Bretanha Rebecca Sherwin (1:03.84) Layla Black (1:09.26) Amelia Clynes (1:00.11) Georgia Coates (55.89)        | 4:09.10  |

Misto
| Evento                       | Ouro | Ouro    | Prata | Prata   | Bronze | Bronze  |
| ---------------------------- | --- | ------- | --- | ------- | --- | ------- |
| 4x100 metros livre detalhes  | RUS Rússia Vladislav Kozlov (50.07) Elisei Stepanov (50.25) Mariia Kameneva (55.07) Arina Openysheva (54.91)  | 3:30.30 | GBR Grã-Bretanha Duncan Scott (49.59) Martyn Walton (50.37) Darcy Deakin (55.51) Georgia Coates (56.18)          | 3:32.65 | GER Alemanha Alexander Lohmar (51.23) Leonie Kullmann (56.39) Katrin Gottwald (55.77) Konstantin Walter (50.35) | 3:33.74 |
| 4x100 metros medley detalhes | RUS Rússia Mariia Kameneva (1:01.85) Anton Chupkov (1:00.42) Daniil Pakhomov (52.04) Arina Openysheva (55.22) | 3:49.53 | GBR Grã-Bretanha Luke Greenbank (54.86) Charlie Attwood (1:00.78) Amelia Clynes (1:00.85) Georgia Coates (55.54) | 3:52.03 | GER Alemanha Maxine Wolters (1:01.48) Leo Schmidt (1:02.66) Johannes Tesch (53.81) Katrin Gottwald (56.32)      | 3:54.27 |

## Quadro de medalhas
O quadro de medalhas foi publicado. 
| Ordem | País              | Medalha de ouro | Medalha de prata | Medalha de bronze |     |
| ----- | ----------------- | --------------- | ---------------- | ----------------- | --- |
| 1     | RUS Rússia        | 23              | 7                | 12                | 42  |
| 2     | GBR Grã-Bretanha  | 7               | 7                | 9                 | 23  |
| 3     | GER Alemanha      | 3               | 4                | 6                 | 13  |
| 4     | FRA França        | 2               | 1                | 3                 | 6   |
| 5     | AUT Áustria       | 2               | 1                |                   | 3   |
| 6     | ITA Itália        | 1               | 9                |                   | 10  |
| 7     | NED Países Baixos | 1               | 5                |                   | 6   |
| 8     | LTU Lituânia      | 1               | 1                |                   | 2   |
| 9     | UKR Ucrânia       | 1               |                  | 2                 | 3   |
| 10    | ISR Israel        | 1               |                  | 1                 | 2   |
| 11    | ESP Espanha       |                 | 2                | 2                 | 4   |
| 12    | POL Polônia       |                 | 1                | 2                 | 3   |
| 13    | GRE Grécia        |                 | 1                | 1                 | 2   |
|       | HUN Hungria       |                 | 1                | 1                 | 2   |
| 15    | BLR Bielorrússia  |                 | 1                |                   | 1   |
|       | CRO Croácia       |                 | 1                |                   | 1   |
| 17    | DEN Dinamarca     |                 |                  | 3                 | 3   |
| 18    | SRB Sérvia        |                 |                  | 1                 | 1   |
| TOTAL | TOTAL             | 42              | 42               | 43                | 127 |